# Brad Delp

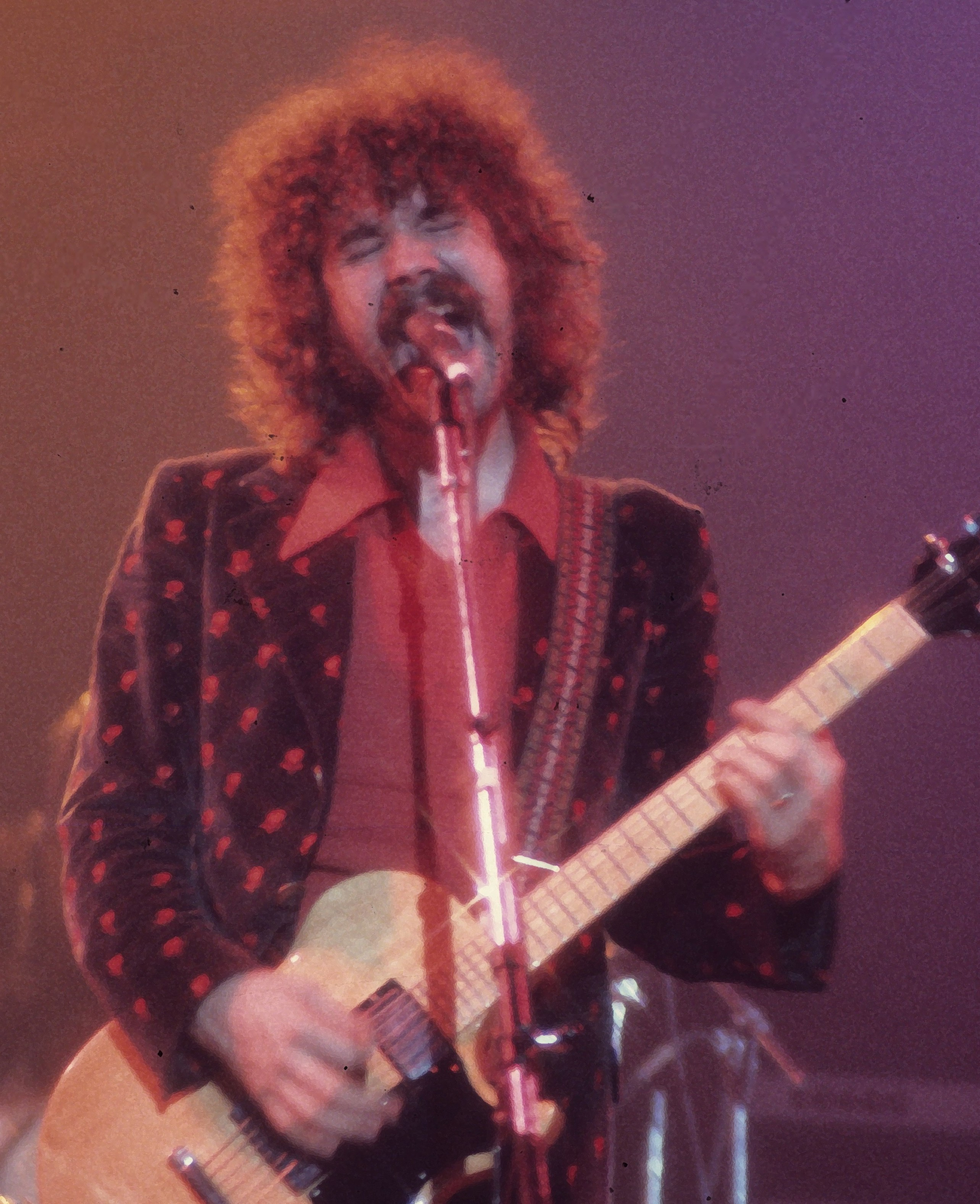
Bradley Delp, 1976

Bradley Edward Delp (* 12. Juni 1951 in Danvers, Massachusetts; † 9. März 2007 in Atkinson, New Hampshire) war ein US-amerikanischer Musiker, bekannt als Sänger der Rockband Boston.

## Frühe Jahre
Im Alter von dreizehn Jahren begann Delp sich für Musik zu interessieren, als er einen Auftritt der Beatles in der Ed-Sullivan-Show sah. Im Jahr 1970, er stellte Heizelemente für Kaffeemaschinen her, lernte er den Gründer der Musikband Boston, Tom Scholz, kennen, der mit dem Gitarristen Barry Goudreau und dem Schlagzeuger Jim Masdea in einer Coverband spielte.

## Boston und andere Bands
Delp bewarb sich Anfang der 1970er Jahre als Leadsänger bei Boston und erhielt die Stelle sofort. Auf den Alben spielte er auch teilweise Gitarre, Keyboard und Mundharmonika. Seine Zusammenarbeit mit Tom Scholz lieferte eine Fülle von Hits. Delp sang die Boston-Hits More Than a Feeling und Long Time auf dem Album von 1976. 1978 sang Delp auch das zweite Boston-Album Don't Look Back, sowie 1980 Barry Goudreaus selbstbetiteltes Solo-Album ein, auf dem alle damaligen Boston-Mitglieder außer Tom Scholz mitspielten. 1986 war Delp noch einmal auf dem dritten Boston-Album Third Stage zu hören, das der Band mit Amanda noch einen Radio-Hit bescherte. 
1989 brachte Brad zusammen mit dem ehemaligen Boston-Gitarristen Barry Goudreau die Band „RTZ - Return to Zero“ an den Start. 1991 erschien das Album gleichen Titels, 1998 lag ein zweites Album in den Plattenläden mit dem Titel lost and found. Es brachte Aufnahmen, die eigentlich vor dem Erscheinen des Debüt-Albums entstanden waren. RTZ konnten mit Brads typischem Gesang und Barrys bekanntem Gitarrensound die Lücke mit sehr melodischem Rock-Material schließen. Auf dem Boston-Album Walk On (1994) wurde Delp durch Fran Cosmo ersetzt, aber das Album wurde ein Flop. Auf Konzerten teilte Delp sich später die Gesangspassagen mit Cosmo, weswegen Delp später sagte, Cosmo übernähme die richtig schwierigen, hohen Teile („the really tough high parts“). Im Jahre 2003 arbeitete Delp noch einmal mit seinem ehemaligen Boston-Kollegen Barry Goudreau zusammen. Es entstand ein Album, das schlicht Delp and Goudreau betitelt wurde und neben vier rockigen Songs sechs eher balladeske Titel enthält.

## Späte Jahre und Nachlass
Delp war mehrere Jahre mit Micki Delp verheiratet, hatte mit ihr zwei Kinder und ließ sich später wieder scheiden. Er war mehr als dreißig Jahre lang Vegetarier und engagierte sich für zahlreiche Wohltätigkeitsorganisationen. Zuletzt war Brad Delp mit Boston im November 2006 in der Bostoner Symphony Hall aufgetreten. 
Delp wurde am 9. März 2007 von seiner Verlobten Pamela Sullivan tot im Badezimmer seines Hauses in Atkinson, New Hampshire aufgefunden. Der Musiker hinterließ mehrere Abschiedsbriefe, in denen er sich selbst als „einsame Seele“ bezeichnete. Ein Abschiedsbrief war mit einer Büroklammer an seinem T-Shirt befestigt. In diesem Brief schrieb er „Mr. Brad Delp. Ich bin eine einsame Seele“ und „Ich übernehme die volle und alleinige Verantwortung für meine gegenwärtige Situation. Ich habe meine Sehnsucht zu leben verloren“.
Dem Polizeibericht zufolge lag Brad Delp auf dem Boden seines Badezimmers, dessen Tür abgeschlossen war. Sein Kopf lag auf einem Kissen. In dem Zimmer hatte er zwei brennende Kohlegrills aufgestellt. Wie die Obduktion ergab, bestätigte sich der Anfangsverdacht, dass der Musiker an einer Kohlenmonoxidvergiftung starb. Die Polizei fand neben dem erwähnten Abschiedsbrief noch weitere, die an die Verlobte, an seine Kinder und an seine Ex-Frau Micki Delp adressiert waren. Delp und Sullivan hatten geplant, während einer zweitägigen Tourpause mit Boston im Sommer 2007 zu heiraten. Am Tag seines Todes sollte er mit seinem Nebenprojekt, der Beatles-Coverband Beatlejuice, in Somerville, Massachusetts, auftreten.
Noch am Todestag wurde die Website von Boston durch folgenden Text ersetzt: „We've just lost the nicest guy in rock and roll.“ („Wir haben soeben den liebsten Kerl des Rock 'n' Roll verloren.“) Wenig später veröffentlichte Tom Scholz einen sehr persönlich gehaltenen Nachruf auf der Website.